# Made in Heaven (album Queen)
Made in Heaven – piętnasty i jednocześnie ostatni studyjny album zespołu Queen, nad którym grupa rozpoczęła pracę jeszcze za życia Freddiego Mercury’ego.
Materiał na album został częściowo nagrany w 1991 w Montreux w Szwajcarii, gdzie grupa miała swoje własne studio nagraniowe. W 1993, dwa lata po śmierci Mercury’ego, zespół powrócił do pracy nad albumem. Ostatecznie ukazał się on w 1995.
Na portalu Rate Your Music został określony jako reprezentujący m.in. gatunki hard rock, pop-rock i ambient. Na albumie znalazły się przeróbki starych solowych przebojów Mercury’ego, Briana Maya i Rogera Taylora oraz nowe utwory zespołu, które poruszają temat życia i śmierci. Płyta odzwierciedla także fascynację przyrodą, o czym świadczyć może utwór „A Winter’s Tale” (ostatni napisany przez Freddiego Mercury’ego).
Okładka płyty przedstawia rzeźbę Freddiego Mercury’ego (autorstwa czeskiej rzeźbiarki Ireny Sedleckiej), widoczną o świcie na tle Jeziora Genewskiego, na które wychodziły okna domu Freddiego w Montreux. Okładkę zaprojektował Richard Gray.
Tydzień po premierze płyty (13 listopada) ukazał się box Ultimate Queen, który zawierał wszystkie wydane jak dotąd albumy studyjne i koncertowe.
W 1996 roku album otrzymał nagrodę Fryderyka ’95 dla najlepszego albumu zagranicznego w Polsce. W Polsce nagrania dwukrotnie uzyskały status platynowej płyty; w 1996 – Pomaton EMI w 2009 – Wydawnictwo Agora.

## Historia utworów
- Partie wokalne „Made in Heaven” i „I Was Born to Love You” pochodzą z solowego albumu Mercury’ego, Mr. Bad Guy. Resztę dograno po 1991.
- „It's a Beautiful Day” powstał w czasie sesji The Game, lecz został zmieniony w latach 1993/94.
- Według niektórych źródeł[jakich?], „Let Me Live” miał swój początek podczas sesji do płyty The Works w 1983 z Rodem Stewartem i Jeffem Beckiem. Przy pracy nad płytą (1993/94) zespół dograł wokale i jeszcze raz zagrał utwór[potrzebny przypis].
- Ostatni utwór, w jakim Mercury zaśpiewał, to „Mother Love”. Brian wspominał, że nagrywając, Mercury z trudnością utrzymywał się na nogach, ale ciągle pracował nad utworem i w jego głosie dalej była ta sama siła i moc. Ostatnią zwrotkę zaśpiewał May. W „Mother Love” pojawiają się fragmenty nagrań z koncertów, a także z utworu „Goin' Back”, strony B pierwszego singla, który zespół nagrał jako Larry Lurex.
- „My Life Has Been Saved” znalazł się (w innej wersji) na stronie B singla Scandal w 1989. Wersja z Made in Heaven zawiera ten sam wokal, jednak inną aranżację.
- „Heaven for Everyone” to utwór powstały w 1985 roku podczas prac nad A Kind of Magic. Istnieje nagrane demo. W 1988 Roger umieścił nową wersję na płycie swojego zespołu The Cross zatytułowanej Shove It, z nową linią wokalną Freddiego. Wokal ten wykorzystano na Made in Heaven, jednak z nową aranżacją.
- „Too Much Love Will Kill You” napisał Brian razem z przyjaciółmi Elizabeth Lamers i Frankiem Muskerem. Utwór opowiadał o rozstaniu muzyka z żoną Chrissy Mullen. Nagrano go już w 1988 razem z Freddiem, ale partie instrumentów to nagrania zrealizowane już po 1991. Utwór ten z własnym wokalem Brian umieścił na solowej płycie Back to the Light.
- Ukryty, nieopatrzony tytułem utwór nr 13 powstał poprzez zmiksowanie fragmentów utworu „It's a Beautiful Day” z dodatkowymi głosami i efektami. Większość pracy wykonał David Richards, choć zespół dodał też swoje fragmenty. Było to ostatnie nagranie Queen w studiu w Montreux. Nagranie kończy się słowem Freddiego: „Fab!” (ang. ekstra, super, bajecznie).

## Lista utworów
| 1.  | „It's a Beautiful Day” (Mercury)                    | 2:32    |
|     |                                                     |         |
| 2.  | „Made in Heaven” (Mercury)                          | 5:25    |
|     |                                                     |         |
| 3.  | „Let Me Live” (Queen)                               | 4:45    |
|     |                                                     |         |
| 4.  | „Mother Love” (May, Mercury)                        | 4:49    |
|     |                                                     |         |
| 5.  | „My Life Has Been Saved” (Deacon)                   | 3:15    |
|     |                                                     |         |
| 6.  | „I Was Born to Love You” (Mercury)                  | 4:49    |
|     |                                                     |         |
| 7.  | „Heaven for Everyone” (Taylor)                      | 5:36    |
|     |                                                     |         |
| 8.  | „Too Much Love Will Kill You” (May, Musker, Lamers) | 4:20    |
|     |                                                     |         |
| 9.  | „You Don’t Fool Me” (Mercury, Taylor)               | 5:24    |
|     |                                                     |         |
| 10. | „A Winter’s Tale” (Mercury)                         | 3:49    |
|     |                                                     |         |
| 11. | „It's a Beautiful Day (Reprise)” (Queen)            | 3:01    |
|     |                                                     |         |
| 12. | „Yeah” (Queen)                                      | 0:04    |
|     |                                                     |         |
| 13. | Bez tytułu (ukryty utwór) (Queen)                   | 22:32   |
|     |                                                     |         |
|     |                                                     | 1:10:21 |
|     |                                                     |         |